# ABF:s öppna teater
ABF:s öppna teater var en fri teatergrupp bildad 1967 i Stockholm med fast scen från 1981. Gruppen spelade främst barnteater. Ledare var Elisaveta von Gersdorff Oxenstierna.